# Championnat des Maldives de football 2014
Navigation
Saison précédente Saison suivante
La saison 2014 du Championnat des Maldives de football est la soixante-troisième édition du championnat national aux Maldives.
La compétition reprend le format utilisé de la saison précédente et se déroule en deux phases distinctes :
- Les huit formations sont regroupées au sein d'une poule unique et s'affrontent deux fois, les deux derniers doivent participer à la poule de promotion-relégation.
- Les six meilleures équipes de la poule sont regroupées au sein d'une poule unique et s'affrontent une nouvelle fois.

C’est le tenant du titre, New Radiant, qui est à nouveau sacré cette saison après avoir terminé en tête du classement final, avec sept points d’avance sur Maziya SRC et dix-sept sur Club Eagles. Il s'agit du onzième titre de champion des Maldives de l'histoire du club.

## Les clubs participants
| - Victory SC - Maziya SRC - Club Valencia - Mahibadhoo SC - Promu de D2 - New Radiant - BG Sports - All Youth Linkage FC - Club Eagles |

## Compétition
Le barème de points servant à établir le classement se décompose ainsi :
- Victoire : 3 points
- Match nul : 1 point
- Défaite : 0 point

### Classement
| Rang | Équipe                 | Pts | J  | G  | N | P  | Bp | Bc | Diff |
| ---- | ---------------------- | --- | -- | -- | - | -- | -- | -- | ---- |
| 1    | New RadiantT           | 52  | 19 | 17 | 1 | 1  | 57 | 8  | +49  |
| 2    | Maziya SRC             | 45  | 19 | 14 | 3 | 2  | 61 | 19 | +42  |
| 3    | Club Eagles            | 35  | 19 | 11 | 2 | 6  | 40 | 22 | +18  |
| 4    | Victory SC             | 23  | 19 | 8  | 2 | 9  | 30 | 33 | -3   |
| 5    | Club Valencia          | 17  | 19 | 4  | 5 | 10 | 15 | 33 | -18  |
| 6    | Mahibadhoo SCP         | 14  | 19 | 4  | 2 | 13 | 26 | 58 | -32  |
| 7    | Club All Youth Linkage | 10  | 14 | 2  | 4 | 8  | 10 | 40 | -30  |
| 8    | BG Sports Club         | 6   | 14 | 1  | 3 | 10 | 13 | 39 | -26  |

|  | Qualification pour la Coupe de l'AFC 2015                                  |
|  | Participation à la poule de promotion-relégation                           |
|  | T : Tenant du titre C : Vainqueur de la Coupe des Maldives P : Promu de D2 |

### Poule de promotion-relégation
Les deux derniers de Dhivehi League affrontent les deux premiers de deuxième division. Les deux meilleures équipes se maintiennent ou accèdent à la Dhivehi League de la saison prochaine.
| Rang | Équipe                 | Pts | J | G | N | P | Bp | Bc | Diff |  | Résultats (▼ dom., ► ext.) | BGS | TCS | AYL | UVi  |
| ---- | ---------------------- | --- | - | - | - | - | -- | -- | ---- |  | -------------------------- | --- | --- | --- | ---- |
| 1    | BG Sports Club         | 9   | 3 | 3 | 0 | 0 | 12 | 4  | +8   |  | BG Sports Club             |     | 3-2 | 4-2 | 5-0  |
| 2    | TC Sports Club (D2)    | 4   | 3 | 1 | 1 | 1 | 19 | 6  | +13  |  | TC Sports Club (D2)        |     |     | 1-1 | 16-2 |
| 3    | Club All Youth Linkage | 4   | 3 | 1 | 1 | 1 | 16 | 5  | +11  |  | Club All Youth Linkage     |     |     |     | 13-0 |
| 4    | United Victory (D2)    | 0   | 3 | 0 | 0 | 3 | 2  | 34 | -32  |  | United Victory (D2)        |     |     |     |      |

- TC Sports Club est promu, Club All Youth Linkage  est relégué.

## Bilan de la saison
| Championnat des Maldives de football 2014 |                         |
| Champion                                  | New Radiant (11e titre) |
| Qualifications continentales              |                         |
| Coupe de l'AFC 2015                       | New Radiant             |
| Coupe de l'AFC 2015                       | Maziya SRC              |
| Promotions et relégations                 |                         |
| Promus en Dhivehi League                  | TC Sports Club          |
| Relégués                                  | Club All Youth Linkage  |